# Opornina
Oporníne (tudi opórna tkíva) so tkiva, ki nastanejo večinoma iz mezoderma in ležijo v notranjosti organizma. Bogata so z razmeroma trdno medceličnino.

## Primeri opornin
- hordino tkivo (tvori hrbtno struno)
- hrustančevina
- kostnina
- zobovina